# Дажбог
Даждбог (црксл. Даждьбог), Дажбог (струс. Дажьбогъ, рус. Дажьбог или Дажбог), Дајбог (рус. Дайбог), или Дабог, једно је од главних божанстава у словенској митологији, посебно код Источних Словена. Био је бог Сунца и његово отелотворење. Исто тако био је асоциран и са подземним светом, вуковима и ковачким занатом, и према тврдњи Веселина Чајкановића, био је врховни бог српског народа, и могући културни херој Словена.

## Етимологија
Етимологија Дажбоговог имена је на први поглед очигледна. Састоји се из чланова дажь (срп. дај, рус. дай) и *богъ која у овом контексту значи благостање. (уп. богат и убог). Тако преведено, Дажбог би био "давалац благостања".

## Функције

### Бог подземног света и врховни бог Срба
Веселин Чајкановић је у првој половини XX века изнео ову тезу којом се након њега нико није бавио нити је покушао да је уклопи са осталим тезама. Чајкановић из обиља народних предања и веровања јасно извлачи да се име Дажбог скоро увек користи за неко зло биће, а често и за самог ђавола (Дажбог се наводи и као краљ ђавола) долази до два могућа закључка:
- Дажбог је био бог подземног света, зато је поистовећен са ђаволом.
- Дажбог је био врховни бог Срба, због чега је морао бити деградиран у ђавола.

Анализирајући његове особине у народним предањима, Чајкановић закључује да је он без сумње био хтонско божанство, на основу чега га поистовећује са словенским богом мртвих. Посматрајући српску народну веру, Чајкановић закључује да је она претежно хтонска (крсна слава, обичаји око Божића, падање светог Николе и светог Саве у зиму...) што би морало да значи да је и врховни бог хтонско божанство, па би то онда морао да буде Дажбог.
Долазак Положајника је веровање које има хтонски карактер. Заправо верује се да Положајник представља митског претка који долази и посећује породицу, или је то божанство које лута земљом и долази у кућу да се угреје и које треба да обезбеди плодну наредну годину. Ово божанство највероватније би био Дажбог због особине да је он лутајуће божанство, као и митски предак Словена.

### Дажбог након покрштавања
Након примања хришћанства Дажбогов култ је замењен култом Светог Саве. Како је Свети Сава најистакнутији светац код Срба, није тешко закључити на основу чега је Веселин Чајкановић претпоставио да се ради о врховном богу Срба. Многе легенде о Дажбогу су само промениле рухо. Уместо имена Дажбога као главног актера у легендама, појавио се Свети Сава, који обилази народ и својом мудрошћу решава проблеме сељана. Такође вероватно због јаког култа Дажбога, он је био сатанизован и појављује се у многим причама као Хроми Даба, који је појава слична ђаволу.